# 일본의 법무대신
법무대신(일본어: 法務大臣 호무다이진[*])은 법무성의 장으로, 국무대신이다.
법무대신은 상대적으로 타 대신에 비해 중요하지 않은 직책으로 간주되었고, 쇼와 시대에는 민간인의 취임도 많았다. 또한 법조 취임하기 위해 법조 자격이나 경력을 거치는 것이 필수는 아니다. 하지만 국가행정조직법에는 총무대신 다음의 두 번째에 위치하는데 이는 정치권에 대한 비리 수사 등으로 정계에 영향력을 미칠 수 있는 것이 고려된 것이다.

## 역할
- 국가가 당사자나 참가인이 되는 소송에서 국가를 대표하며, 외국인의 재류·영주·귀화 허가, 사형 집행 명령을 발한다.

### 검찰지휘권
일본의 검찰관은 각각이 검찰권을 행사하는 독임 관청이지만, 검찰권은 통일되어 행정권에 속하므로 검찰관은 검사총장을 정점으로 하는 지휘명령 계통이 구성되어 있다.
검찰관은 예외를 제외하고는 기소 권한을 독점하지만, 이러한 권한은 정치적인 압력으로부터 독립되어야 한다. 이러한 점이 구현된 것이 법무대신이 가지는 지휘권의 제한이다. 검찰청은 상위기관인 법무성의 대신이 각 검찰관에 대해 지휘나 명령을 할 수 있지만, 이러한 지휘권은 ‘검찰관의 사무에 한하여 검찰관을 일반적으로 지휘감독할 수 있다. 다만 각각의 사건의 조사나 처분에 대해서는 검사총장만을 지휘할 수 있다’고 규정된 검찰청법에 의해 검사총장을 통한 지휘만이 가능하다. 법무대신과 검사총장의 의견이 대립하는 경우에 문제가 생길 수 있고, 법무대신의 지휘를 따르지 않을 수도 있다는 취지를 밝힌 검사총장도 있어서 국회에서 논란이 있었지만, 법적으로는 ‘법무대신의 직무 명령에 중대하고 명백한 하자가 없는 한 위법하더라도 복종할 의무가 있다’는 것이 유력하고, 그 결과의 책임은 지휘권 발동시의 국민 여론이 결정하는 정치적 책임의 문제가 된다.
법무대신의 지휘권은, 민주적 지지 기반이 없는 행정기관인 검찰이 독선적인 행동을 취하지 않도록 견제하는 기능도 가지고 있어, 법무대신의 인사권과 함께 민주주의적인 행정기관의 지휘를 나타내고 있다.

## 역대 대신

### 사법경
| 대수 | 이름                         | 임기                              | 비고      |
| ---- | ---------------------------- | --------------------------------- | --------- |
| 초대 | 에토 신페이 (江藤新平)       | 1872년 5월 31일~1873년 10월 25일  | 사가 번   |
| 2대  | 오키 다카토 (大木喬任)       | 1873년 10월 25일~1880년 3월 15일  | 사가 번   |
| 3대  | 다나카 후지마로 (田中不二麿) | 1880년 3월 15일~1881년 10월 21일  | 오와리 번 |
| 4대  | 오키 다카토 (大木喬任)       | 1881년 10월 21일~1883년 12월 12일 | 사가 번   |
| 5대  | 야마다 아키요시 (山田顕義)   | 1883년 12월 12일~1885년 12월 22일 | 조슈 번   |

### 사법대신
| 대수      | 이름                           | 내각                  | 내각                  | 임기                              | 소속 정당  | 비고 |
| --------- | ------------------------------ | --------------------- | --------------------- | --------------------------------- | ---------- | ---- |
| 초대      | 야마다 아키요시 (山田顕義)     | 제1차 이토 내각       | 제1차 이토 내각       | 1885년 12월 22일~1898년 4월 30일  |            |      |
| 초대      | 야마다 아키요시 (山田顕義)     | 구로다 내각           | 구로다 내각           | 1888년 4월 30일~1899년 10월 25일  |            |      |
| 초대      | 야마다 아키요시 (山田顕義)     | 산조 잠정 내각        | 산조 잠정 내각        | 1889년 10월 25일~1889년 12월 24일 |            |      |
| 초대      | 야마다 아키요시 (山田顕義)     | 제1차 야마가타 내각   | 제1차 야마가타 내각   | 1889년 12월 24일~1891년 6월 1일   |            |      |
| 2대       | 다나카 후지마로 (田中不二麿)   | 제1차 마쓰카타 내각   | 제1차 마쓰카타 내각   | 1891년 6월 1일~1892년 6월 23일    |            |      |
| 3대       | 고노 도가마 (河野敏鎌)         | 제1차 마쓰카타 내각   | 제1차 마쓰카타 내각   | 1892년 6월 23일~1892년 8월 8일    |            |      |
| 4대       | 야마가타 아리토모 (山縣有朋)   | 제2차 이토 내각       | 제2차 이토 내각       | 1892년 8월 8일~1893년 3월 11일    |            |      |
| 임시 대리 | 이토 히로부미 (伊藤博文)       | 제2차 이토 내각       | 제2차 이토 내각       | 1893년 3월 11일~1893년 3월 16일   |            |      |
| 5대       | 요시카와 아키마사 (芳川顕正)   | 제2차 이토 내각       | 제2차 이토 내각       | 1893년 3월 16일~1896년 9월 26일   |            |      |
| 6대       | 기요우라 게이고 (清浦奎吾)     | 제2차 마쓰카타 내각   | 제2차 마쓰카타 내각   | 1896년 9월 26일~1898년 1월 12일   |            |      |
| 7대       | 소네 아라스케 (曾禰荒助)       | 제3차 이토 내각       | 제3차 이토 내각       | 1898년 1월 12일~1898년 6월 30일   |            |      |
| 8대       | 오히가시 기테쓰 (大東義徹)     | 제1차 오쿠마 내각     | 제1차 오쿠마 내각     | 1898년 6월 30일~1898년 11월 8일   |            |      |
| 9대       | 기요우라 게이고 (清浦奎吾)     | 제2차 야마가타 내각   | 제2차 야마가타 내각   | 1898년 11월 8일~1900년 10월 19일  |            |      |
| 10대      | 가네코 겐타로 (金子堅太郎)     | 제4차 이토 내각       | 제4차 이토 내각       | 1900년 10월 19일~1901년 6월 2일   |            |      |
| 11대      | 기요우라 게이고 (清浦奎吾)     | 제1차 가쓰라 내각     | 제1차 가쓰라 내각     | 1901년 6월 2일~1903년 9월 22일    |            |      |
| 12대      | 하타노 요시나오 (波多野敬直)   | 제1차 가쓰라 내각     | 제1차 가쓰라 내각     | 1903년 9월 22일~1906년 1월 7일    |            |      |
| 13대      | 마쓰다 마사히사 (松田正久)     | 제1차 사이온지 내각   | 제1차 사이온지 내각   | 1906년 1월 7일~1908년 3월 25일    |            |      |
| 14대      | 센게 다카토미 (千家尊福)       | 제1차 사이온지 내각   | 제1차 사이온지 내각   | 1908년 3월 25일~1908년 7월 14일   |            |      |
| 15대      | 오카베 나가모토 (岡部長職)     | 제2차 가쓰라 내각     | 제2차 가쓰라 내각     | 1908년 7월 14일~1911년 8월 30일   |            |      |
| 16대      | 마쓰다 마사히사 (松田正久)     | 제2차 사이온지 내각   | 제2차 사이온지 내각   | 1911년 8월 30일~1912년 12월 21일  |            |      |
| 17대      | 마쓰무로 이타스 (松室致)       | 제3차 가쓰라 내각     | 제3차 가쓰라 내각     | 1921년 12월 21일~1913년 2월 20일  |            |      |
| 18대      | 마쓰다 마사히사 (松田正久)     | 제1차 야마모토 내각   | 제1차 야마모토 내각   | 1913년 2월 20일~1913년 11월 11일  |            |      |
| 19대      | 오쿠다 기진 (奥田義人)         | 제1차 야마모토 내각   | 제1차 야마모토 내각   | 1913년 11월 11일~1914년 4월 16일  |            |      |
| 20대      | 오자키 유키오 (尾崎行雄)       | 제2차 오쿠마 내각     | 제2차 오쿠마 내각     | 1914년 4월 16일~1916년 10월 9일   |            |      |
| 21대      | 마쓰무로 이타스 (松室致)       | 데라우치 내각         | 데라우치 내각         | 1916년 10월 9일~1918년 9월 29일   |            |      |
| 22대      | 하라 다카시 (原敬)             | 하라 내각             | 하라 내각             | 1918년 9월 29일~1920년 5월 15일   |            |      |
| 23대      | 오키 엔키치 (大木遠吉)         | 하라 내각             | 하라 내각             | 1920년 5월 15일~1921년 11월 13일  |            |      |
| 23대      | 오키 엔키치 (大木遠吉)         | 다카하시 내각         | 다카하시 내각         | 1921년 11월 13일~1922년 6월 12일  |            |      |
| 24대      | 오카노 게이지로 (岡野敬次郎)   | 가토 도모사부로 내각  | 가토 도모사부로 내각  | 1922년 6월 12일~1923년 9월 2일    |            |      |
| 25대      | 덴 겐지로 (田健治郎)           | 제2차 야마모토 내각   | 제2차 야마모토 내각   | 1923년 9월 2일~1923년 9월 6일     |            |      |
| 26대      | 히라누마 기이치로 (平沼騏一郎) | 제2차 야마모토 내각   | 제2차 야마모토 내각   | 1923년 9월 6일~1924년 1월 7일     |            |      |
| 27대      | 스즈키 기사부로 (鈴木喜三郎)   | 기요우라 내각         | 기요우라 내각         | 1924년 1월 7일~1924년 6월 11일    |            |      |
| 28대      | 요코타 센노스케 (横田千之助)   | 가토 다카아키 내각    | 가토 다카아키 내각    | 1924년 6월 11일~1925년 2월 5일    |            |      |
| -         | 다카하시 고레키요 (高橋是清)   | 가토 다카아키 내각    | 가토 다카아키 내각    | 1925년 2월 5일~1925년 2월 9일     |            |      |
| 29대      | 오가와 헤이키치 (小川平吉)     | 가토 다카아키 내각    | 가토 다카아키 내각    | 1925년 2월 9일~1925년 8월 2일     |            |      |
| 30대      | 에키 다스쿠 (江木翼)           | 가토 다카아키 내각    | 가토 다카아키 내각    | 1925년 8월 2일~1926년 1월 30일    |            |      |
| 30대      | 에키 다스쿠 (江木翼)           | 제1차 와카쓰키 내각   | 제1차 와카쓰키 내각   | 1926년 1월 30일~1927년 4월 20일   |            |      |
| 31대      | 하라 요시미치 (原嘉道)         | 다나카 기이치 내각    | 다나카 기이치 내각    | 1927년 4월 20일~1929년 7월 2일    |            |      |
| 32대      | 와타나베 치후유 (渡邊千冬)     | 하마구치 내각         | 하마구치 내각         | 1929년 7월 2일~1931년 4월 14일    |            |      |
| 32대      | 와타나베 치후유 (渡邊千冬)     | 제2차 와카쓰키 내각   | 제2차 와카쓰키 내각   | 1931년 4월 14일~1931년 12월 13일  |            |      |
| 33대      | 스즈키 기사부로 (鈴木喜三郎)   | 이누카이 내각         | 이누카이 내각         | 1931년 12월 13일~1932년 3월 25일  |            |      |
| 34대      | 가와무라 다케지 (川村竹治)     | 이누카이 내각         | 이누카이 내각         | 1932년 3월 25일~1932년 5월 26일   |            |      |
| 35대      | 고야마 마쓰키치 (小山松吉)     | 사이토 내각           | 사이토 내각           | 1932년 5월 26일~1934년 7월 8일    |            |      |
| 36대      | 오하라 나오시 (小原直)         | 오카다 내각           | 오카다 내각           | 1934년 7월 8일~1936년 3월 9일     |            |      |
| 37대      | 하야시 라이자부로 (林頼三郎)   | 히로타 내각           | 히로타 내각           | 1936년 3월 9일~1937년 2월 2일     |            |      |
| 38대      | 시오노 스에히코 (塩野季彦)     | 하야시 내각           | 하야시 내각           | 1937년 2월 2일~1937년 6월 4일     |            |      |
| 38대      | 시오노 스에히코 (塩野季彦)     | 제1차 고노에 내각     | 제1차 고노에 내각     | 1937년 6월 4일~1939년 1월 5일     |            |      |
| 38대      | 시오노 스에히코 (塩野季彦)     | 히라누마 내각         | 히라누마 내각         | 1939년 1월 5일~1939년 8월 30일    |            |      |
| 39대      | 미야기 초고로 (宮城長五郎)     | 아베 노부유키 내각    | 아베 노부유키 내각    | 1939년 8월 30일~1940년 1월 16일   |            |      |
| 40대      | 기무라 쇼타쓰 (木村尚達)       | 요나이 내각           | 요나이 내각           | 1940년 1월 16일~1940년 7월 22일   |            |      |
| 41대      | 가자미 아키라 (風見章)         | 제2차 고노에 내각     | 제2차 고노에 내각     | 1940년 7월 22일~1940년 12월 21일  |            |      |
| 42대      | 야나가와 헤이스케 (柳川平助)   | 제2차 고노에 내각     | 제2차 고노에 내각     | 1940년 12월 21일~1941년 7월 18일  |            |      |
| 43대      | 고노에 후미마로 (近衛文麿)     | 제3차 고노에 내각     | 제3차 고노에 내각     | 1941년 7월 18일~1941년 7월 25일   |            |      |
| 44대      | 이와무라 미치요 (岩村通世)     | 제3차 고노에 내각     | 제3차 고노에 내각     | 1941년 7월 25일~1941년 10월 18일  |            |      |
| 44대      | 이와무라 미치요 (岩村通世)     | 도조 내각             | 도조 내각             | 1941년 10월 18일~1944년 7월 22일  |            |      |
| 45대      | 마쓰자카 히로마사 (松阪広政)   | 고이소 내각           | 고이소 내각           | 1944년 7월 22일~1945년 4월 7일    |            |      |
| 45대      | 마쓰자카 히로마사 (松阪広政)   | 스즈키 간타로 내각    | 스즈키 간타로 내각    | 1945년 4월 7일~1945년 8월 17일    |            |      |
| 46대      | 이와타 추조 (岩田宙造)         | 히가시쿠니노미야 내각 | 히가시쿠니노미야 내각 | 1945년 8월 17일~1945년 10월 9일   |            |      |
| 46대      | 이와타 추조 (岩田宙造)         | 시데하라 내각         | 시데하라 내각         | 1945년 10월 9일~1946년 5월 22일   |            |      |
| 47대      | 기무라 도쿠타로 (木村篤太郎)   | 제1차 요시다 내각     | 제1차 요시다 내각     | 1946년 5월 22일~1947년 5월 24일   | 무소속     |      |
| 임시 대리 | 가타야마 데쓰 (片山哲)         | 가타야마 내각         | 가타야마 내각         | 1947년 5월 24일~1947년 6월 1일    | 일본사회당 |      |
| 48대      | 스즈키 요시오 (鈴木義男)       | 가타야마 내각         | 가타야마 내각         | 1947년 6월 1일~1948년 2월 15일    | 일본사회당 |      |

### 법무총재
| 대수      | 이름                         | 내각              | 내각                             | 임기                             | 소속 정당  | 비고 |
| --------- | ---------------------------- | ----------------- | -------------------------------- | -------------------------------- | ---------- | ---- |
| 초대      | 스즈키 요시오 (鈴木義男)     | 가타야마 내각     | 가타야마 내각                    | 1948년 2월 15일~1948년 3월 10일  | 일본사회당 |      |
| 2대       | 스즈키 요시오 (鈴木義男)     | 아시다 내각       | 아시다 내각                      | 1948년 3월 10일~1948년 10월 15일 | 일본사회당 |      |
| 임시 대리 | 요시다 시게루 (吉田茂)       | 제2차 요시다 내각 | 제2차 요시다 내각                | 1948년 10월 15일~1948년 11월 7일 | 자유당     |      |
| 3대       | 우에다 슌키치 (殖田俊吉)     | 제2차 요시다 내각 | 제2차 요시다 내각                | 1948년 11월 7일~1949년 2월 16일  | 무소속     |      |
| 4대       | 우에다 슌키치 (殖田俊吉)     | 제3차 요시다 내각 | 제3차 요시다 내각                | 1949년 2월 16일~1950년 6월 28일  | 무소속     |      |
| 5대       | 오하시 다케오 (大橋武夫)     |                   | 제3차 요시다 내각 제1차 개조내각 | 1950년 6월 28일~1951년 7월 4일   | 자유당     |      |
| 5대       | 오하시 다케오 (大橋武夫)     |                   | 제3차 요시다 내각 제2차 개조내각 | 1951년 7월 4일~1951년 12월 26일  | 자유당     |      |
| 6대       | 기무라 도쿠타로 (木村篤太郎) |                   | 제3차 요시다 내각 제3차 개조내각 | 1951년 12월 26일~1952년 8월 1일  | 무소속     |      |

### 법무대신
| 대수      | 이름                           | 내각                              | 내각                                       | 임기                              | 소속 정당             | 비고          |
| --------- | ------------------------------ | --------------------------------- | ------------------------------------------ | --------------------------------- | --------------------- | ------------- |
| 초대      | 기무라 도쿠타로 (木村篤太郎)   |                                   | 제3차 요시다 내각 제3차 개조내각           | 1952년 8월 1일~1952년 10월 30일   | 무소속                |               |
| 2대       | 이누카이 다케루 (犬養健)       | 제4차 요시다 내각                 | 제4차 요시다 내각                          | 1952년 10월 30일~1953년 5월 21일  | 자유당                |               |
| 3대       | 이누카이 다케루 (犬養健)       | 제5차 요시다 내각                 | 제5차 요시다 내각                          | 1953년 5월 21일~1954년 4월 22일   | 자유당                |               |
| 4대       | 가토 료고로 (加藤鐐五郎)       | 제5차 요시다 내각                 | 제5차 요시다 내각                          | 1954년 4월 22일~1954년 6월 19일   | 자유당                |               |
| 5대       | 오하라 나오시 (小原直)         | 제5차 요시다 내각                 | 제5차 요시다 내각                          | 1954년 6월 19일~1954년 12월 10일  | 자유당                |               |
| 6대       | 하나무라 시로 (花村四郎)       | 제1차 하토야마 이치로 내각        | 제1차 하토야마 이치로 내각                 | 1954년 12월 10일~1955년 3월 19일  | 일본민주당            |               |
| 7대       | 하나무라 시로 (花村四郎)       | 제2차 하토야마 이치로 내각        | 제2차 하토야마 이치로 내각                 | 1955년 3월 19일~1955년 11월 22일  | 일본민주당            |               |
| 8대       | 마키노 료조 (牧野良三)         | 제3차 하토야마 이치로 내각        | 제3차 하토야마 이치로 내각                 | 1955년 11월 22일~1956년 12월 23일 | 자유민주당            |               |
| 임시 대리 | 이시바시 단잔 (石橋湛山)       | 이시바시 내각                     | 이시바시 내각                              | 1956년 12월 23일~1956년 12월 23일 | 자유민주당            |               |
| 9대       | 나카무라 우메키치 (中村梅吉)   | 이시바시 내각                     | 이시바시 내각                              | 1956년 12월 23일~1957년 2월 25일  | 자유민주당            |               |
| 10대      | 나카무라 우메키치 (中村梅吉)   | 제1차 기시 내각                   | 제1차 기시 내각                            | 1957년 2월 25일~1957년 7월 10일   | 자유민주당            |               |
| 11대      | 가라사와 도시키 (唐沢俊樹)     |                                   | 제1차 기시 내각 개조내각                   | 1957년 7월 10일~1958년 6월 12일   | 자유민주당            |               |
| 12대      | 아이치 기이치 (愛知揆一)       | 제2차 기시 내각                   | 제2차 기시 내각                            | 1958년 6월 12일~1959년 6월 18일   | 자유민주당            |               |
| 13대      | 이노 히로야 (井野碩哉)         |                                   | 제2차 기시 내각 개조내각                   | 1959년 6월 18일~1960년 7월 19일   | 자유민주당 (참의원)   |               |
| 14대      | 고지마 데쓰조 (小島徹三)       | 제1차 이케다 내각                 | 제1차 이케다 내각                          | 1960년 7월 19일~1960년 12월 8일   | 자유민주당            |               |
| 15대      | 우에키 고시로 (植木庚子郎)     | 제2차 이케다 내각                 | 제2차 이케다 내각                          | 1960년 12월 8일~1961년 7월 18일   | 자유민주당            |               |
| 15대      | 우에키 고시로 (植木庚子郎)     |                                   | 제2차 이케다 내각 제1차 개조내각           | 1961년 7월 18일~1962년 7월 18일   | 자유민주당            |               |
| 16대      | 나카가키 구니오 (中垣國男)     |                                   | 제2차 이케다 내각 제2차 개조내각           | 1962년 7월 18일~1963년 7월 18일   | 자유민주당            |               |
| 17대      | 가야 오키노리 (賀屋興宣)       |                                   | 제2차 이케다 내각 제3차 개조내각           | 1963년 7월 18일~1963년 12월 9일   | 자유민주당            |               |
| 18대      | 가야 오키노리 (賀屋興宣)       | 제3차 이케다 내각                 | 제3차 이케다 내각                          | 1963년 12월 9일~1964년 7월 18일   | 자유민주당            |               |
| 19대      | 다카하시 히토시 (高橋等)       |                                   | 제3차 이케다 내각 개조내각                 | 1964년 7월 18일~1964년 11월 9일   | 자유민주당            |               |
| 20대      | 다카하시 히토시 (高橋等)       | 제1차 사토 내각                   | 제1차 사토 내각                            | 1964년 11월 9일~1965년 6월 3일    | 자유민주당            |               |
| 21대      | 이시이 미쓰지로 (石井光次郎)   |                                   | 제1차 사토 내각 제1차 개조내각             | 1965년 6월 3일~1966년 8월 1일     | 자유민주당            |               |
| 21대      | 이시이 미쓰지로 (石井光次郎)   |                                   | 제1차 사토 내각 제2차 개조내각             | 1966년 8월 1일~1966년 12월 3일    | 자유민주당            |               |
| 22대      | 다나카 이사지 (田中伊三次)     |                                   | 제1차 사토 내각 제3차 개조내각             | 1966년 12월 3일~1967년 2월 17일   | 자유민주당            |               |
| 23대      | 다나카 이사지 (田中伊三次)     | 제2차 사토 내각                   | 제2차 사토 내각                            | 1967년 2월 17일~1967년 11월 25일  | 자유민주당            |               |
| 24대      | 아카마 분조 (赤間文三)         |                                   | 제2차 사토 내각 제1차 개조내각             | 1967년 11월 25일~1968년 11월 30일 | 자유민주당 (참의원)   |               |
| 25대      | 사이고 기치노스케 (西郷吉之助) |                                   | 제2차 사토 내각 제2차 개조내각             | 1968년 11월 30일~1970년 1월 14일  | 자유민주당 (참의원)   |               |
| 26대      | 고바야시 다케지 (小林武治)     | 제3차 사토 내각                   | 제3차 사토 내각                            | 1970년 1월 14일~1971년 2월 9일    | 자유민주당 (참의원)   |               |
| 27대      | 아키타 다이스케 (秋田大助)     |                                   | 제3차 사토 내각 개조내각                   | 1971년 2월 9일~1971년 2월 17일    | 자유민주당            | 자치대신 겸임 |
| 28대      | 우에키 고시로 (植木庚子郎)     | 1971년 2월 17일~1971년 7월 5일    | 제3차 사토 내각 개조내각                   | 자유민주당                        |                       |               |
| 29대      | 마에오 시게사부로 (前尾繁三郎) | 1971년 7월 5일~1972년 7월 7일     | 제3차 사토 내각 개조내각                   | 자유민주당                        |                       |               |
| 30대      | 고리 유이치 (郡祐一)           | 제1차 다나카 가쿠에이 내각        | 제1차 다나카 가쿠에이 내각                 | 1972년 7월 7일~1972년 12월 22일   | 자유민주당 (참의원)   |               |
| 31대      | 다나카 이사지 (田中伊三次)     | 제2차 다나카 가쿠에이 내각        | 제2차 다나카 가쿠에이 내각                 | 1972년 12월 22일~1973년 11월 25일 | 자유민주당            |               |
| 32대      | 나카무라 우메키치 (中村梅吉)   |                                   | 제2차 다나카 가쿠에이 내각 제1차 개조내각  | 1973년 11월 25일~1974년 11월 11일 | 자유민주당            |               |
| 33대      | 하마노 세이고 (浜野清吾)       |                                   | 제2차 다나카 가쿠에이 내각 제2차 개조내각  | 1974년 11월 11일~1974년 12월 9일  | 자유민주당            |               |
| 34대      | 이나바 오사무 (稲葉修)         | 미키 내각                         | 미키 내각                                  | 1974년 12월 9일~1976년 9월 15일   | 자유민주당            |               |
| 34대      | 이나바 오사무 (稲葉修)         |                                   | 미키 내각 개조내각                         | 1976년 9월 15일~1976년 12월 24일  | 자유민주당            |               |
| 35대      | 후쿠다 하지메 (福田一)         | 후쿠다 다케오 내각                | 후쿠다 다케오 내각                         | 1976년 12월 24일~1977년 10월 5일  | 자유민주당            |               |
| 36대      | 세토야마 미쓰오 (瀬戸山三男)   |                                   | 후쿠다 다케오 내각 개조내각                | 1977년 10월 5일~1978년 12월 7일   | 자유민주당            |               |
| 37대      | 후루이 요시미 (古井喜実)       | 제1차 오히라 내각                 | 제1차 오히라 내각                          | 1978년 12월 7일~1979년 11월 9일   | 자유민주당            |               |
| 38대      | 구라이시 다다오 (倉石忠雄)     | 제2차 오히라 내각                 | 제2차 오히라 내각                          | 1979년 11월 9일~1980년 7월 17일   | 자유민주당            |               |
| 39대      | 오쿠노 세이스케 (奥野誠亮)     | 스즈키 젠코 내각                  | 스즈키 젠코 내각                           | 1980년 7월 17일~1981년 11월 30일  | 자유민주당            |               |
| 40대      | 사카타 미치타 (坂田道太)       |                                   | 스즈키 젠코 내각 개조내각                  | 1981년 11월 30일~1982년 11월 27일 | 자유민주당            |               |
| 41대      | 하타노 아키라 (秦野章)         | 제1차 나카소네 내각               | 제1차 나카소네 내각                        | 1982년 11월 27일~1983년 12월 27일 | 자유민주당 (참의원)   |               |
| 42대      | 스미 에이사쿠 (住栄作)         | 제2차 나카소네 내각               | 제2차 나카소네 내각                        | 1983년 12월 27일~1984년 11월 1일  | 자유민주당            |               |
| 43대      | 시마사키 히토시 (嶋崎均)       |                                   | 제2차 나카소네 내각 제1차 개조내각         | 1984년 11월 1일~1985년 12월 28일  | 자유민주당 (참의원)   |               |
| 44대      | 스즈키 세이고 (鈴木省吾)       |                                   | 제2차 나카소네 내각 제2차 개조내각         | 1985년 12월 28일~1986년 7월 22일  | 자유민주당 (참의원)   |               |
| 45대      | 엔도 가나메 (遠藤要)           | 제3차 나카소네 내각               | 제3차 나카소네 내각                        | 1986년 7월 22일~1987년 11월 6일   | 자유민주당 (참의원)   |               |
| 46대      | 하야시다 유키오 (林田悠紀夫)   | 다케시타 내각                     | 다케시타 내각                              | 1987년 11월 6일~1988년 12월 27일  | 자유민주당 (참의원)   |               |
| 47대      | 하세가와 다카시 (長谷川峻)     |                                   | 다케시타 내각 개조내각                     | 1988년 12월 27일~1988년 12월 30일 | 자유민주당            |               |
| 48대      | 다카쓰지 마사미 (高辻正己)     | 1988년 12월 30일~1989년 6월 3일   | 다케시타 내각 개조내각                     | 무소속                            |                       |               |
| 49대      | 다니카와 가즈오 (谷川和穂)     | 우노 내각                         | 우노 내각                                  | 1989년 6월 3일~1989년 8월 10일    | 자유민주당            |               |
| 50대      | 고토 마사오 (後藤正夫)         | 제1차 가이후 내각                 | 제1차 가이후 내각                          | 1989년 8월 10일~1990년 2월 28일   | 자유민주당 (참의원)   |               |
| 51대      | 하세가와 신 (長谷川信)         | 제2차 가이후 내각                 | 제2차 가이후 내각                          | 19909년 2월 28일~1990년 9월 13일  | 자유민주당            |               |
| 52대      | 가지야마 세이로쿠 (梶山静六)   | 제2차 가이후 내각                 | 제2차 가이후 내각                          | 1990년 9월 13일~1990년 12월 29일  | 자유민주당            |               |
| 53대      | 사토 메구무 (左藤恵)           |                                   | 제2차 가이후 내각 개조내각                 | 1990년 12월 29일~1991년 11월 5일  | 자유민주당            |               |
| 54대      | 다와라 다카시 (田原隆)         | 미야자와 내각                     | 미야자와 내각                              | 1991년 11월 5일~1992년 12월 12일  | 자유민주당            |               |
| 55대      | 고토다 마사하루 (後藤田正晴)   |                                   | 미야자와 내각 개조내각                     | 1992년 12월 12일~1993년 8월 9일   | 자유민주당            | 부총리 겸임   |
| 56대      | 미카즈키 아키라 (三ヶ月章)     | 호소카와 내각                     | 호소카와 내각                              | 1993년 8월 9일~1994년 4월 28일    | 무소속                |               |
| 임시 대리 | 하타 쓰토무 (羽田孜)           | 하타 내각                         | 하타 내각                                  | 1994년 4월 28일~1994년 4월 28일   | 신생당                | 내각총리대신  |
| 57대      | 나가노 시게토 (永野茂門)       | 하타 내각                         | 하타 내각                                  | 1994년 4월 28일~1994년 5월 8일    | 신생당 (참의원)       |               |
| 58대      | 나카이 히로시 (中井洽)         | 하타 내각                         | 하타 내각                                  | 1994년 5월 8일~1994년 6월 30일    | 민사당                |               |
| 59대      | 마에다 이사오 (前田勲男)       | 무라야마 내각                     | 무라야마 내각                              | 1994년 6월 30일~1995년 8월 8일    | 자유민주당 (참의원)   |               |
| 60대      | 다자와 도모하루 (田沢智治)     |                                   | 무라야마 내각 개조내각                     | 1995년 8월 8일~1995년 10월 9일    | 자유민주당 (참의원)   |               |
| 61대      | 미야자와 히로시 (宮澤弘)       | 1995년 10월 9일~1996년 1월 11일   | 무라야마 내각 개조내각                     | 자유민주당 (참의원)               |                       |               |
| 62대      | 나가오 리쓰코 (長尾立子)       | 제1차 하시모토 내각               | 제1차 하시모토 내각                        | 1996년 1월 11일~1996년 11월 7일   | 무소속                |               |
| 63대      | 마쓰우라 이사오 (松浦功)       | 제2차 하시모토 내각               | 제2차 하시모토 내각                        | 1996년 11월 7일~1997년 9월 11일   | 자유민주당 (참의원)   |               |
| 64대      | 시모이나바 고키치 (下稲葉耕吉) |                                   | 제2차 하시모토 내각 개조내각               | 1997년 9월 11일~1998년 7월 30일   | 자유민주당 (참의원)   |               |
| 65대      | 나카무라 쇼자부로 (中村正三郎) | 오부치 내각                       | 오부치 내각                                | 1998년 7월 30일~1999년 3월 8일    | 자유민주당            |               |
| 66대      | 진노우치 다카오 (陣内孝雄)     |                                   | 오부치 내각 제1차 개조내각                 | 1999년 3월 8일~1999년 10월 5일    | 자유민주당 (참의원)   |               |
| 67대      | 우스이 히데오 (臼井日出男)     |                                   | 오부치 내각 제2차 개조내각                 | 1999년 10월 5일~2000년 4월 5일    | 자유민주당            |               |
| 68대      | 우스이 히데오 (臼井日出男)     | 제1차 모리 내각                   | 제1차 모리 내각                            | 2000년 4월 5일~2000년 7월 4일     | 자유민주당            |               |
| 69대      | 야스오카 오키하루 (保岡興治)   | 제2차 모리 내각                   | 제2차 모리 내각                            | 2000년 7월 4일~2000년 12월 5일    | 자유민주당            |               |
| 70대      | 고무라 마사히코 (高村正彦)     |                                   | 제2차 모리 내각 개조내각 (중앙성청개편 전) | 2000년 12월 5일~2001년 1월 6일    | 자유민주당            |               |
| 71대      | 고무라 마사히코 (高村正彦)     |                                   | 제2차 모리 내각 개조내각 (중앙성청개편 후) | 2001년 1월 6일~2001년 4월 26일    | 자유민주당            |               |
| 72대      | 모리야마 마유미 (森山眞弓)     | 제1차 고이즈미 내각               | 제1차 고이즈미 내각                        | 2001년 4월 26일~2002년 9월 30일   | 자유민주당            |               |
| 72대      | 모리야마 마유미 (森山眞弓)     |                                   | 제1차 고이즈미 내각 제1차 개조내각         | 2002년 9월 30일~2003년 9월 22일   | 자유민주당            |               |
| 73대      | 노자와 다이조 (野沢太三)       |                                   | 제1차 고이즈미 내각 제2차 개조내각         | 2003년 9월 22일~2003년 11월 19일  | 자유민주당 (참의원)   |               |
| 74대      | 노자와 다이조 (野沢太三)       | 제2차 고이즈미 내각               | 제2차 고이즈미 내각                        | 2003년 11월 19일~2004년 9월 27일  | 자유민주당 (참의원)   |               |
| 75대      | 노오노 치에코 (南野知惠子)     |                                   | 제2차 고이즈미 내각 개조내각               | 2004년 9월 27일~2005년 9월 21일   | 자유민주당 (참의원)   |               |
| 76대      | 노오노 치에코 (南野知惠子)     | 제3차 고이즈미 내각               | 제3차 고이즈미 내각                        | 2005년 9월 21일~2005년 10월 31일  | 자유민주당 (참의원)   |               |
| 77대      | 스기우라 세이켄 (杉浦正健)     |                                   | 제3차 고이즈미 내각 개조내각               | 2005년 10월 31일~2006년 9월 26일  | 자유민주당            |               |
| 78대      | 나가세 진엔 (長勢甚遠)         | 제1차 아베 신조 내각              | 제1차 아베 신조 내각                       | 2006년 9월 26일~2007년 8월 27일   | 자유민주당            |               |
| 79대      | 하토야마 구니오 (鳩山邦夫)     |                                   | 제1차 아베 신조 내각 개조내각              | 2007년 8월 27일~2007년 9월 26일   | 자유민주당            |               |
| 80대      | 하토야마 구니오 (鳩山邦夫)     | 후쿠다 야스오 내각                | 후쿠다 야스오 내각                         | 2007년 9월 26일~2008년 8월 2일    | 자유민주당            |               |
| 81대      | 야스오카 오키하루 (保岡興治)   |                                   | 후쿠다 야스오 내각 개조내각                | 2008년 8월 2일~2008년 9월 24일    | 자유민주당            |               |
| 82대      | 모리 에이스케 (森英介)         | 아소 내각                         | 아소 내각                                  | 2008년 9월 24일~2009년 9월 16일   | 자유민주당            |               |
| 83대      | 지바 게이코 (千葉景子)         | 하토야마 유키오 내각              | 하토야마 유키오 내각                       | 2009년 9월 16일~2010년 6월 8일    | 민주당 (참의원)       |               |
| 84대      | 지바 게이코 (千葉景子)         | 간 내각                           | 간 내각                                    | 2010년 6월 8일~2010년 9월 17일    | 민주당 (참의원)       |               |
| 85대      | 야나기다 미노루 (柳田稔)       |                                   | 간 내각 제1차 개조내각                     | 2010년 9월 17일~2010년 11월 22일  | 민주당 (참의원)       |               |
| 86대      | 센고쿠 요시토 (仙谷由人)       | 2010년 11월 22일~2011년 1월 14일  | 간 내각 제1차 개조내각                     | 민주당                            |                       |               |
| 87대      | 에다 사쓰키 (江田五月)         |                                   | 간 내각 제2차 개조내각                     | 2011년 1월 14일~2011년 9월 2일    | 민주당 (참의원)       |               |
| 88대      | 히라오카 히데오 (平岡秀夫)     | 노다 내각                         | 노다 내각                                  | 2011년 9월 2일~2012년 1월 13일    | 민주당                |               |
| 89대      | 오가와 도시오 (小川敏夫)       |                                   | 노다 내각 제1차 개조내각                   | 2012년 1월 13일~2012년 6월 4일    | 민주당                |               |
| 90대      | 다키 마코토 (滝実)             |                                   | 노다 내각 제2차 개조내각                   | 2012년 6월 4일~2012년 10월 1일    | 민주당                |               |
| 91대      | 다나카 게이슈 (田中慶秋)       |                                   | 노다 내각 제3차 개조내각                   | 2012년 10월 1일~2012년 10월 23일  | 민주당                |               |
| 임시 대리 | 고다이라 다다마사 (小平忠正)   | 2012년 10월 23일~2012년 10월 24일 | 노다 내각 제3차 개조내각                   | 민주당                            | 국가공안위원회 위원장 |               |
| 92대      | 다키 마코토 (滝実)             | 2012년 10월 24일~2012년 12월 26일 | 노다 내각 제3차 개조내각                   | 민주당                            |                       |               |
| 93대      | 다니가키 사다카즈 (谷垣禎一)   | 제2차 아베 신조 내각              | 제2차 아베 신조 내각                       | 2012년 12월 26일~2014년 9월 3일   | 자유민주당            |               |
| 94대      | 마쓰시마 미도리 (松島みどり)   |                                   | 제2차 아베 신조 내각 개조내각              | 2014년 9월 3일~2014년 10월 20일   | 자유민주당            |               |
| -         | 야마타니 에리코즈 (山谷えり子) | 2014년 10월 20일~2014년 10월 21일 | 제2차 아베 신조 내각 개조내각              | 자유민주당                        | 국가공안위원장 겸임   |               |
| 95대      | 가미카와 요코 (上川陽子)       | 2014년 10월 21일~2014년 12월 24일 | 제2차 아베 신조 내각 개조내각              | 자유민주당                        |                       |               |
| 96대      | 가미카와 요코 (上川陽子)       | 제3차 아베 신조 내각              | 제3차 아베 신조 내각                       | 2014년 12월 24일~2015년 10월 7일  | 자유민주당            |               |
| 97대      | 이와키 미쓰히데 (岩城光英)     |                                   | 제3차 아베 신조 내각 제1차 개조내각        | 2015년 10월 7일~2016년 8월 3일    | 자유민주당            |               |
| 98대      | 가네다 가쓰토시 (金田勝年)     |                                   | 제3차 아베 신조 내각 제2차 개조내각        | 2016년 8월 3일~2017년 8월 3일     | 자유민주당            |               |
| 99대      | 가미카와 요코 (上川陽子)       |                                   | 제3차 아베 신조 내각 제3차 개조내각        | 2017년 8월 3일~2017년 11월 1일    | 자유민주당            |               |
| 100대     | 가미카와 요코 (上川陽子)       | 제4차 아베 신조 내각              | 제4차 아베 신조 내각                       | 2017년 11월 1일~2018년 10월 2일   | 자유민주당            |               |
| 101대     | 야마시타 다카시 (山下貴司)     |                                   | 제4차 아베 신조 내각 제1차 개조내각        | 2018년 10월 2일~2019년 9월 11일   | 자유민주당            |               |
| 102대     | 가와이 가쓰유키 (河井克行)     |                                   | 제4차 아베 신조 내각 제2차 개조내각        | 2019년 9월 11일~2019년 10월 31일  | 자유민주당            |               |
| 103대     | 모리 마사코 (森まさこ)         |                                   | 제4차 아베 신조 내각 제2차 개조내각        | 2019년 10월 31일~2020년 9월 16일  | 자유민주당 (참의원)   |               |
| 104대     | 가미카와 요코 (上川陽子)       | 스가 내각                         | 스가 내각                                  | 2020년 9월 16일~2021년 10월 4일   | 자유민주당            |               |
| 105대     | 후루카와 요시히사 (古川禎久)   | 제1차 기시다 내각                 | 제1차 기시다 내각                          | 2021년 10월 4일~2021년 11월 10일  | 자유민주당            |               |
| 106대     | 후루카와 요시히사 (古川禎久)   | 제2차 기시다 내각                 | 제2차 기시다 내각                          | 2021년 11월 10일~2022년 8월 10일  | 자유민주당            |               |
| 107대     | 하나시 야스히로 (葉梨康弘)     |                                   | 제2차 기시다 개조내각                      | 2022년 8월 10일~                  | 자유민주당            |               |

## 같이 보기
- 일본 법무성
- 일본의 법무부대신